# Església Santa Maria del Giglio
Santa Maria del Giglio és una església catòlica de Venècia, a Itàlia.
L'església, el nom de la qual significa 'Santa Maria del lliri', fa referència a la flor tradicionalment presentada, segons les religions abrahàmiques, per l'arcàngel Gabriel en l'anunciació, és més coneguda amb el nom de Santa Maria Zobenigo, de la família Zobenigo que la va fundar el segle ix.

## Història
Santa Maria del Giglio va ser construïda el segle ix per la família Zobenigo.
Va ser reconstruïda per Giuseppe Sardi i Antonio Barbaro entre 1678 i 1681.

## Descripció
Santa Maria del Giglio està situada al sestiere de San Marco, en el Campo Santa Maria Zobenigo (NA. 2542), a l'oest de la Plaça de Sant Marc.
La façana de l'església, concebuda per Giuseppe Sardi, és una obra principal del barroc venecià. Està constituïda amb una sèrie de nínxols amb estàtues i baixos relleus espaiades per columnes jòniques a la banda inferior i de corínties a la banda superior. L'estàtua en el nínxol central representa Antonio Barbaro sobre un sarcòfag, flanquejat per representacions de l'Honor, la Virtut, la Glòria i el Seny. L'estàtua central s'atribueix a l'esculptor flamenc Josse le Court, mentre que les altres quatre s'atribueixen al seu deixeble, Enrico Merengo. Les nombroses victòries als plomalls i a l'Atles s'atribueixen a Tommaso Rues. Els baixos relleus representen els mapes dels diversos llocs on l'almirall Antonio Barbaro va servir: Càndia, Zadar, Pàdua, Roma, Corfú i Split. Les armes de la família Barbaro estan gravades a la part superior de la façana.
A l'interior, el sostre de la nau està decorat amb una gran tela d'Antonio Zanchi. El Via Crucis és representat al voltant de la nau per diversos artistes, com ara Francesco Zugno, Gianbattista Crosato, Gaspare Diziani i Jacopo Marieschi. L'església conté la Mare de Déu amb l'infant amb sant Joan de Rubens. Darrere de l'altar són exposades pintures dels Evangelistes de Tintoretto. L'orgue és decorat amb obres d'Alessandro Vittoria, Sebastiano Ricci, Giovanni Battista Piazzetta, Palma el Jove i Gian Maria Morlaiter. Una altra pintura de Tintoretto, el Crist amb dos Sants, al costat nord, va quedar deteriorada durant una restauració.
L'església forma part de la parròquia de Sant Moisès.

### Exterior

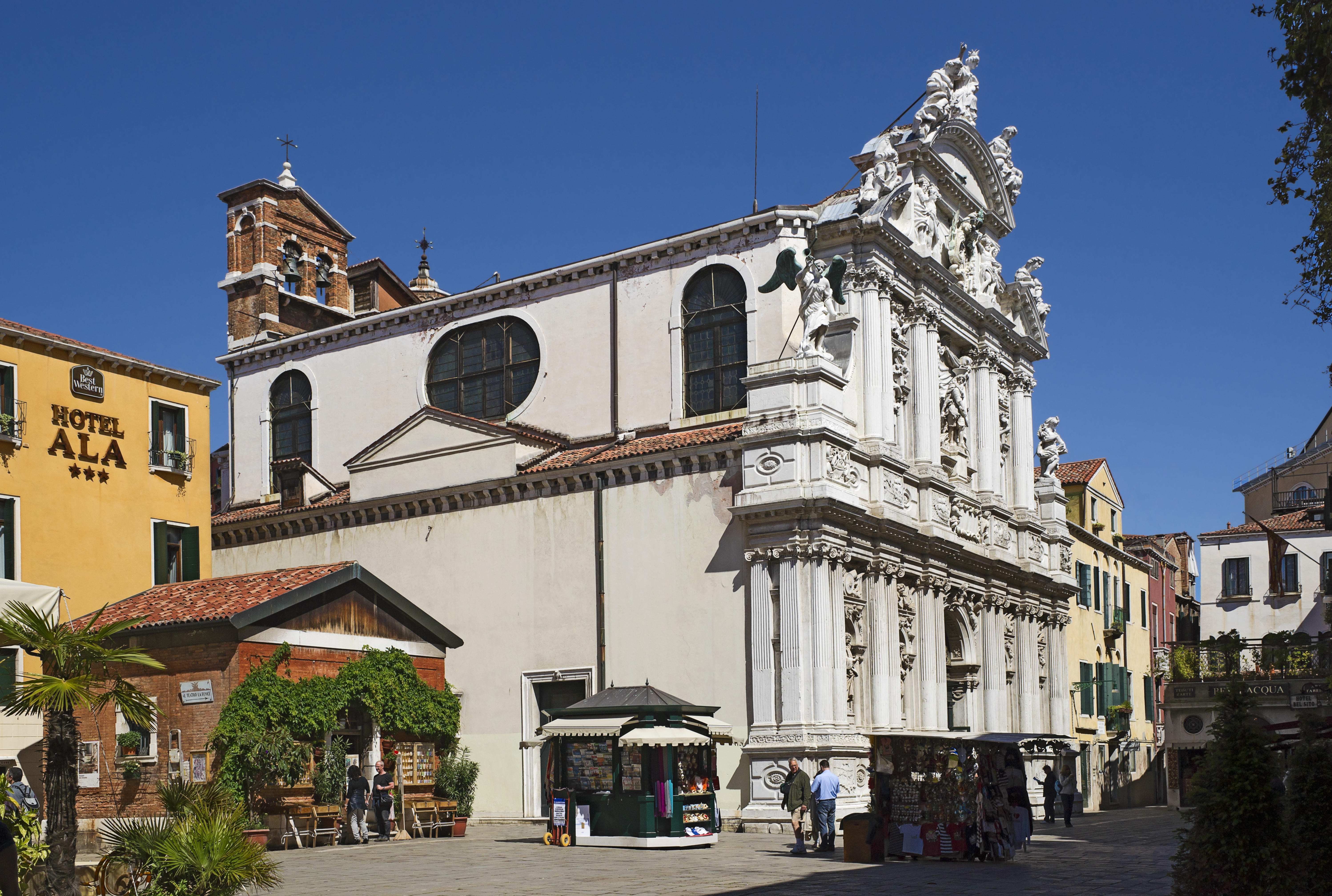
L'església Santa Maria del Giglio en el Campo Santa Maria Zobenigo
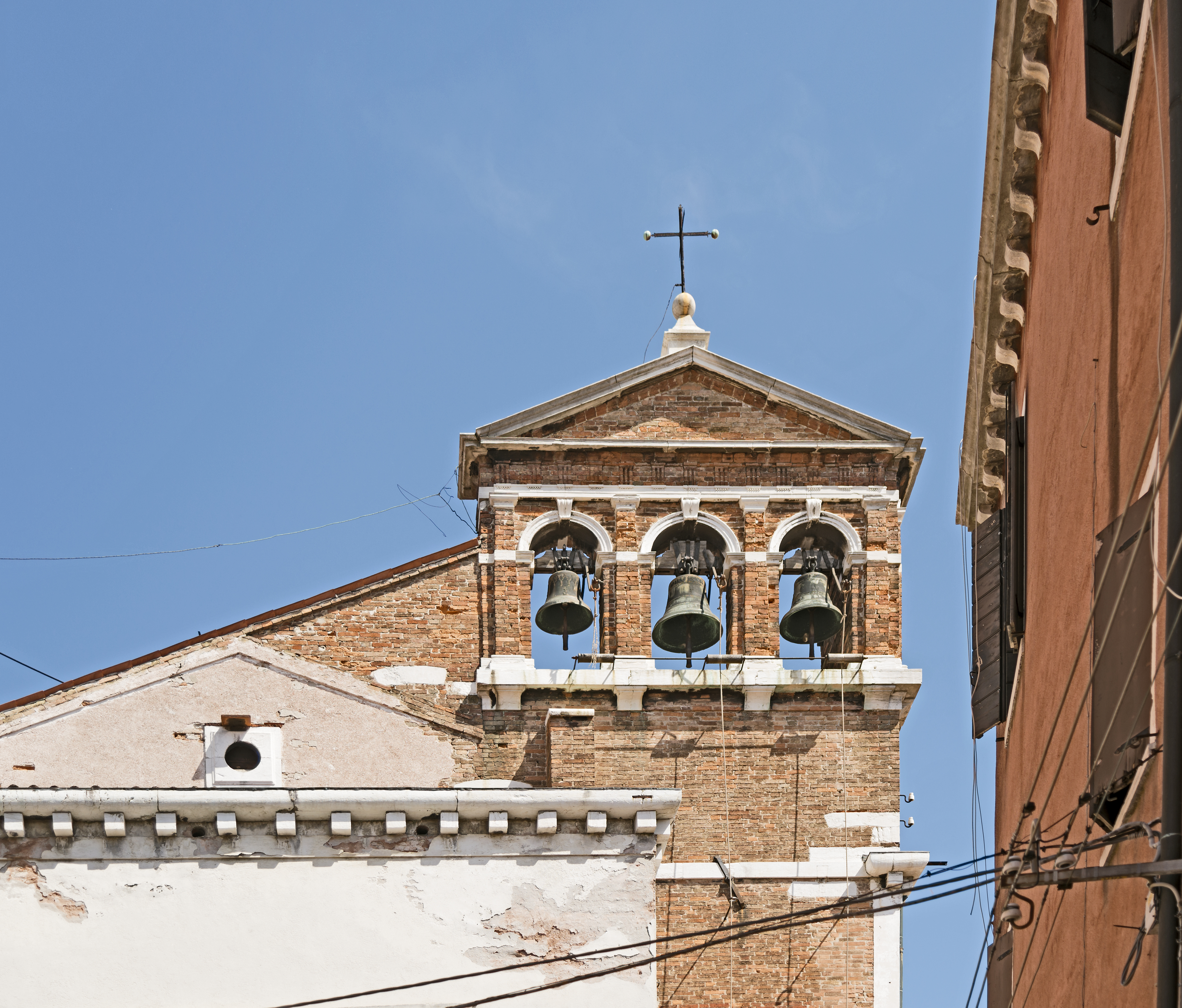
Mur del campanar
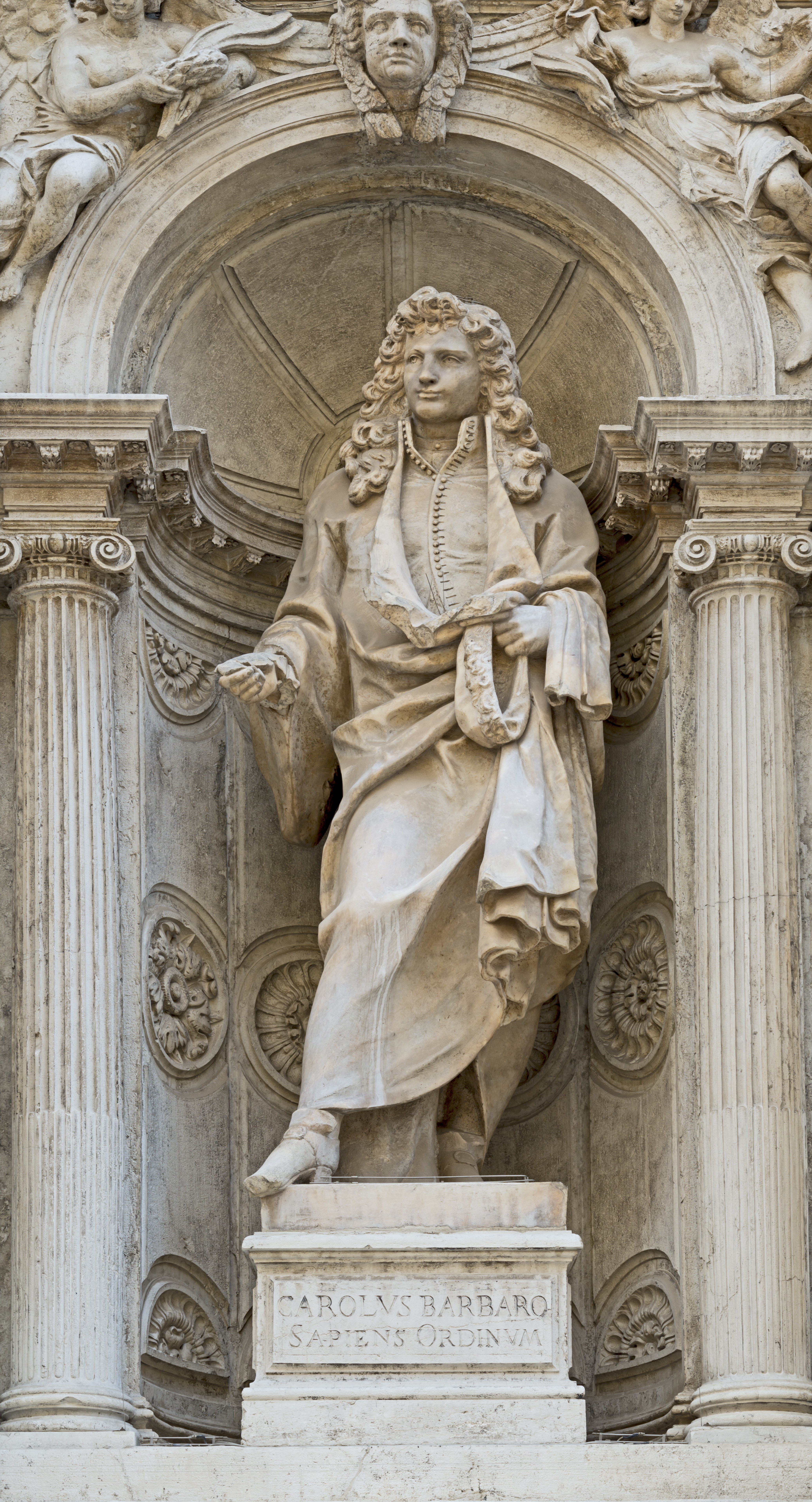
Carlo Barbaro
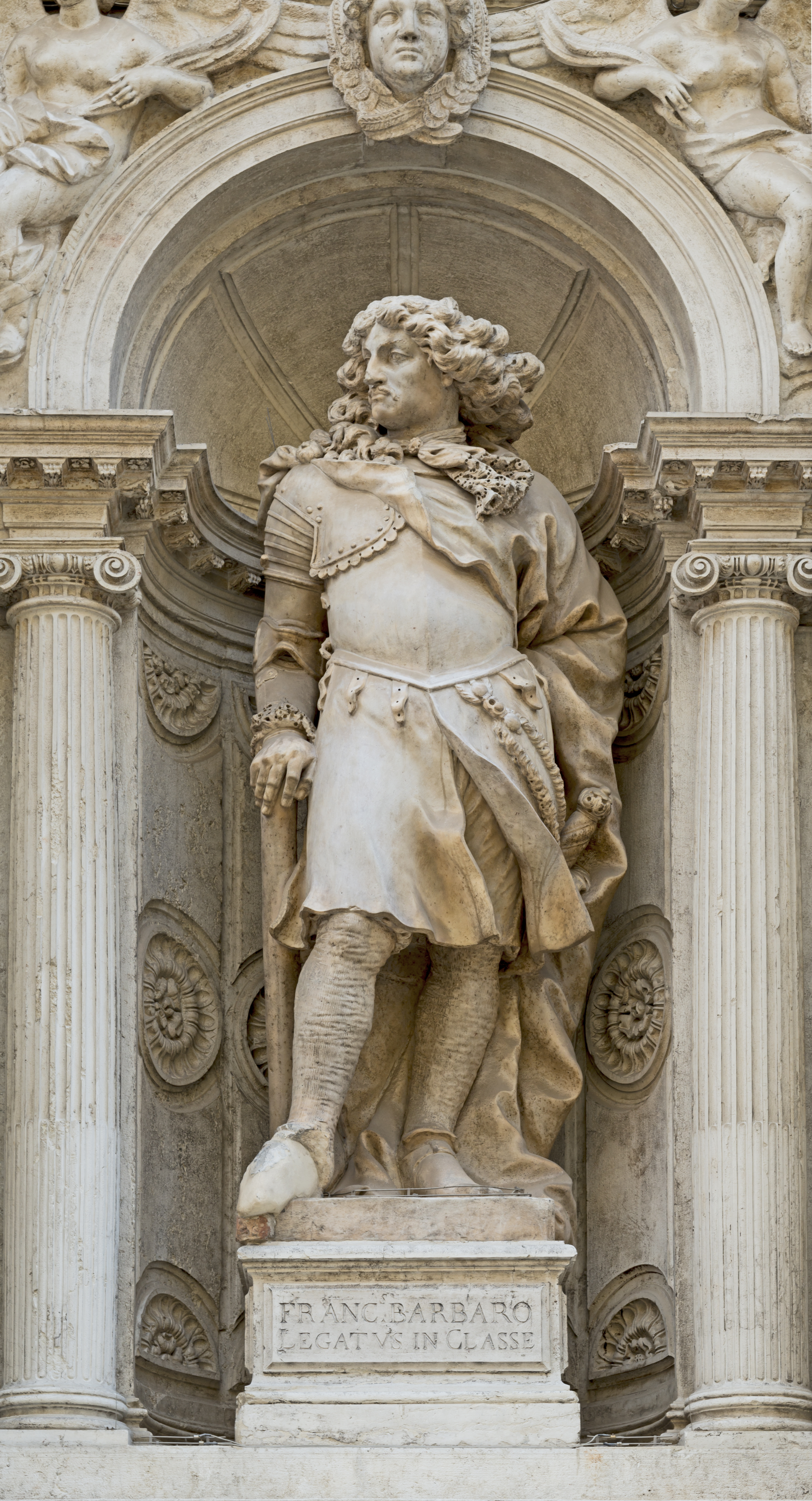
Francesco Barbaro
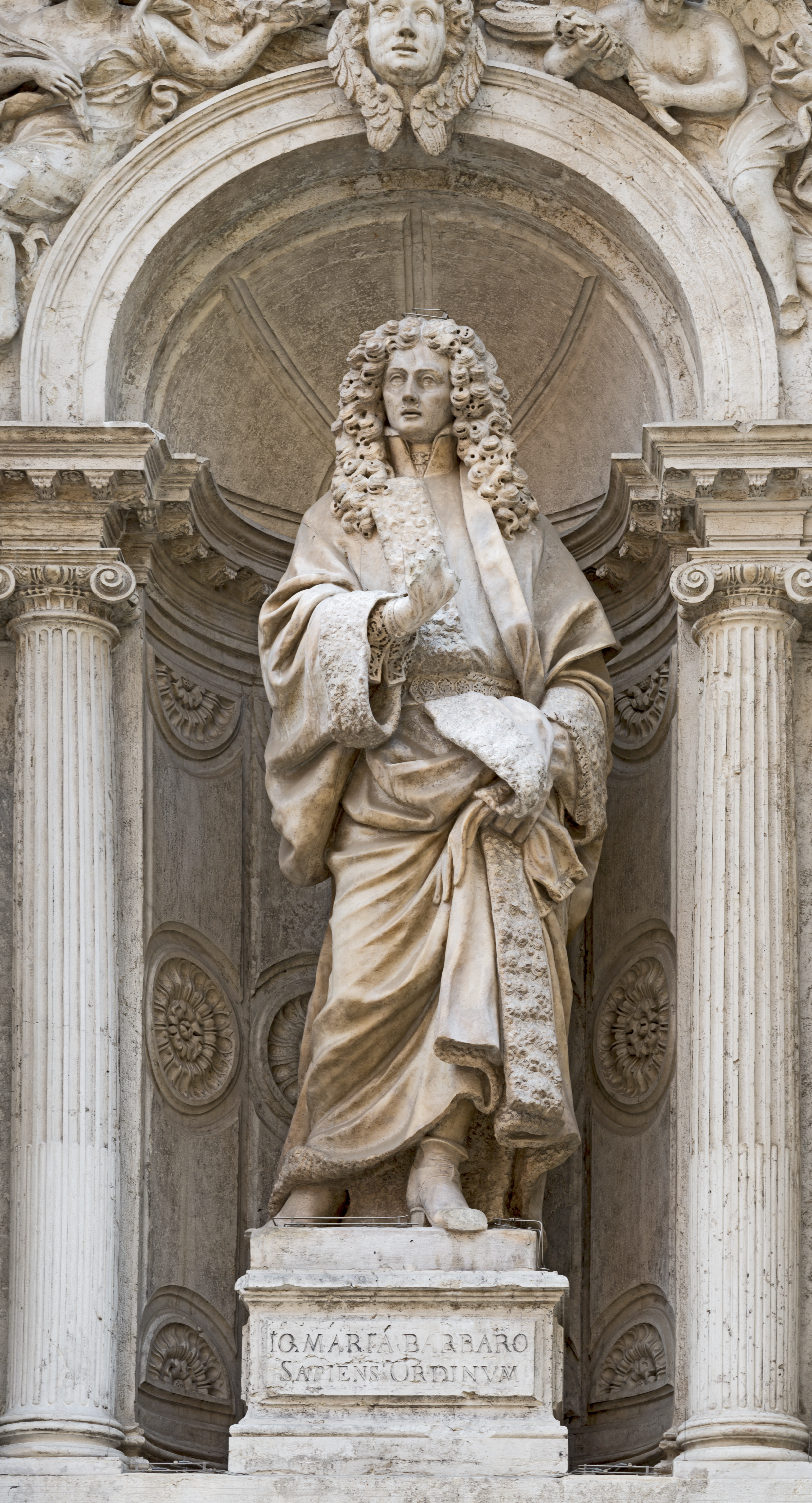
Giovanni Maria Barbaro
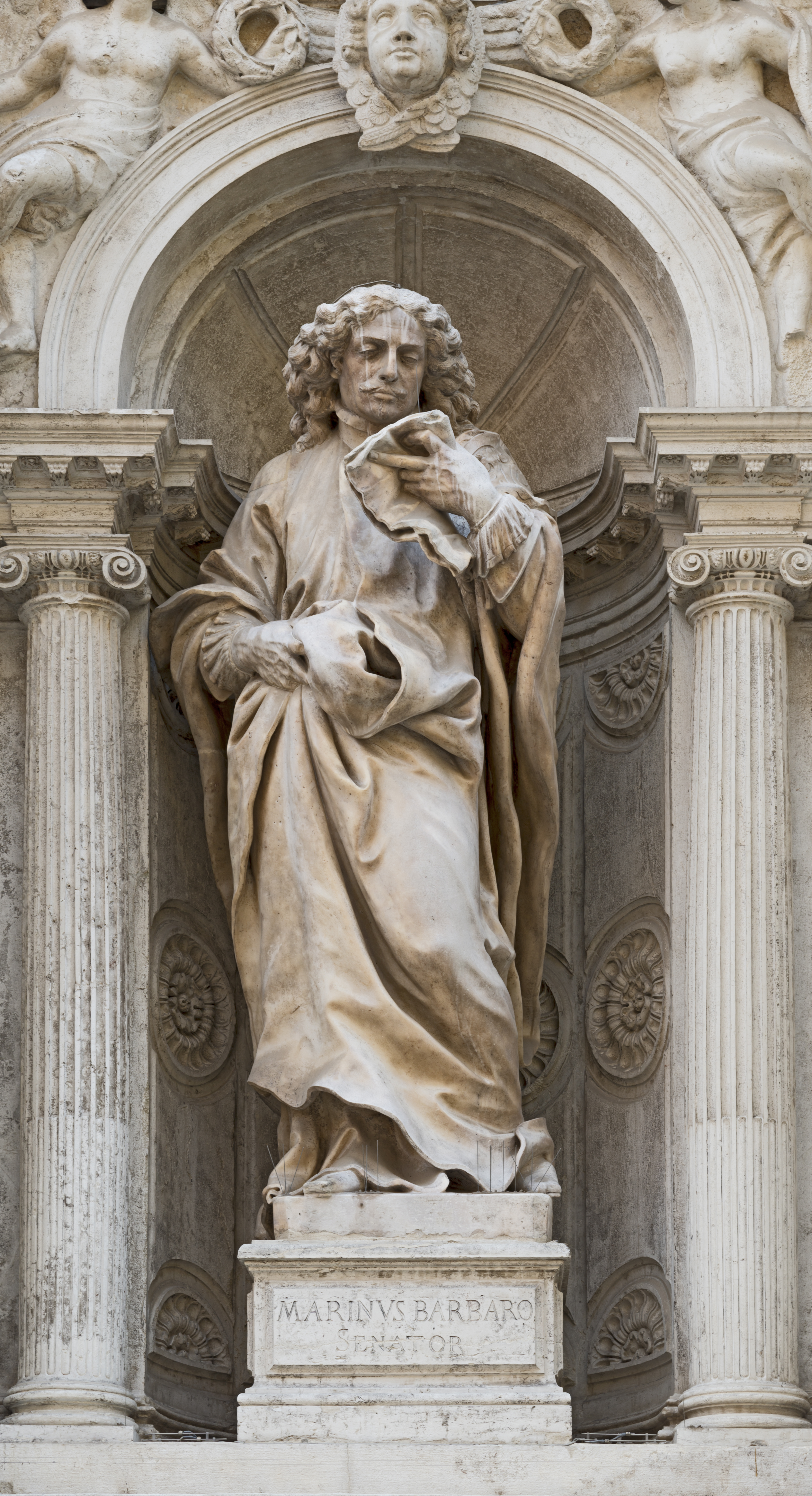
Marino Barbaro

Pietro Barbarigo tenia un palau al Campo Santa Maria Zobenigo per al qual va encomanar una tela representant La Noblesa i la Virtut que trenquen la Ignorància realitzada per Giovanni Battista Tiepolo entre 1744 i 1745. És avui al sostre de la Sala Tiepolo a Ca' Rezzonico.

### Interior

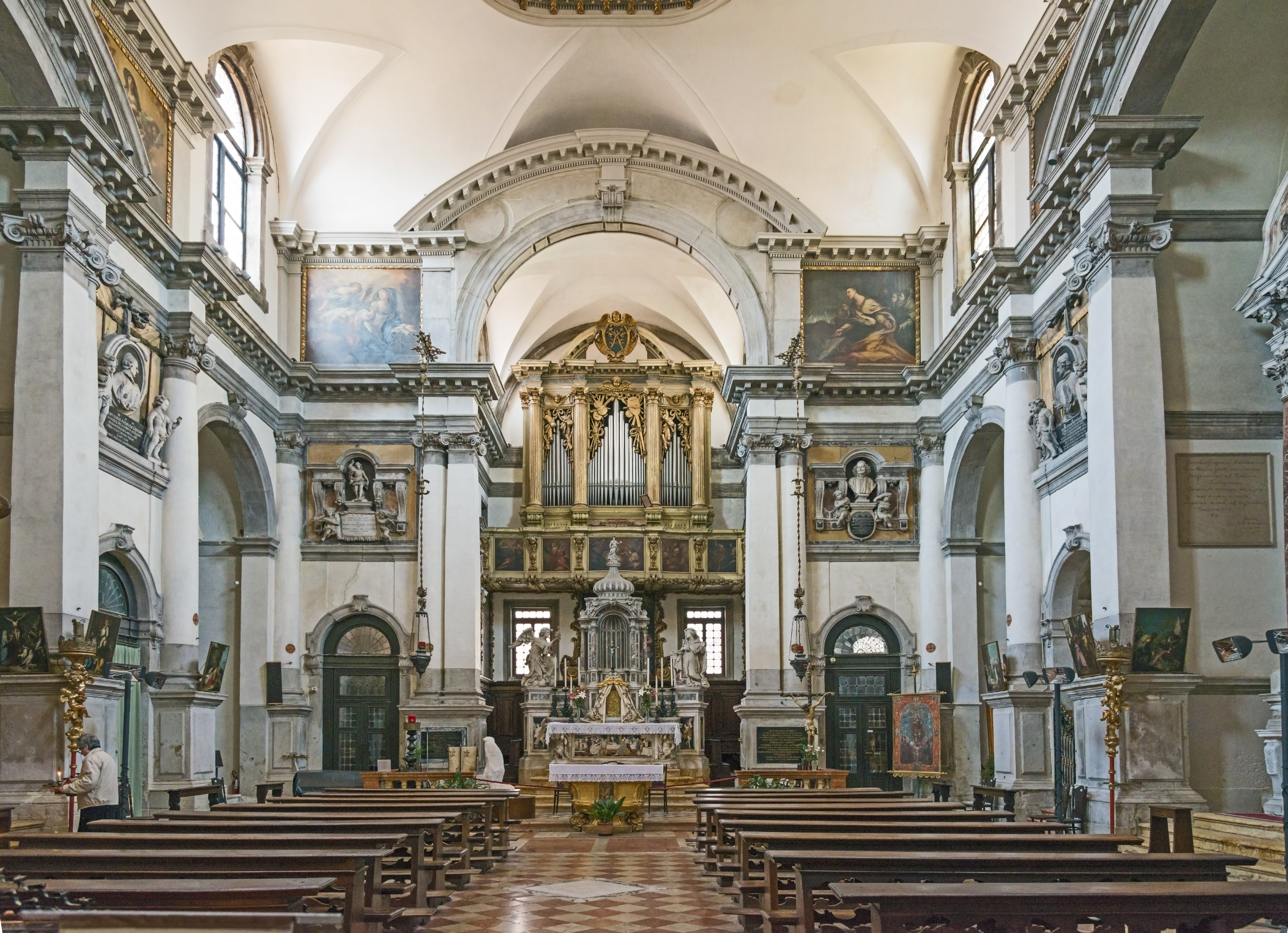
L'interior de l'església
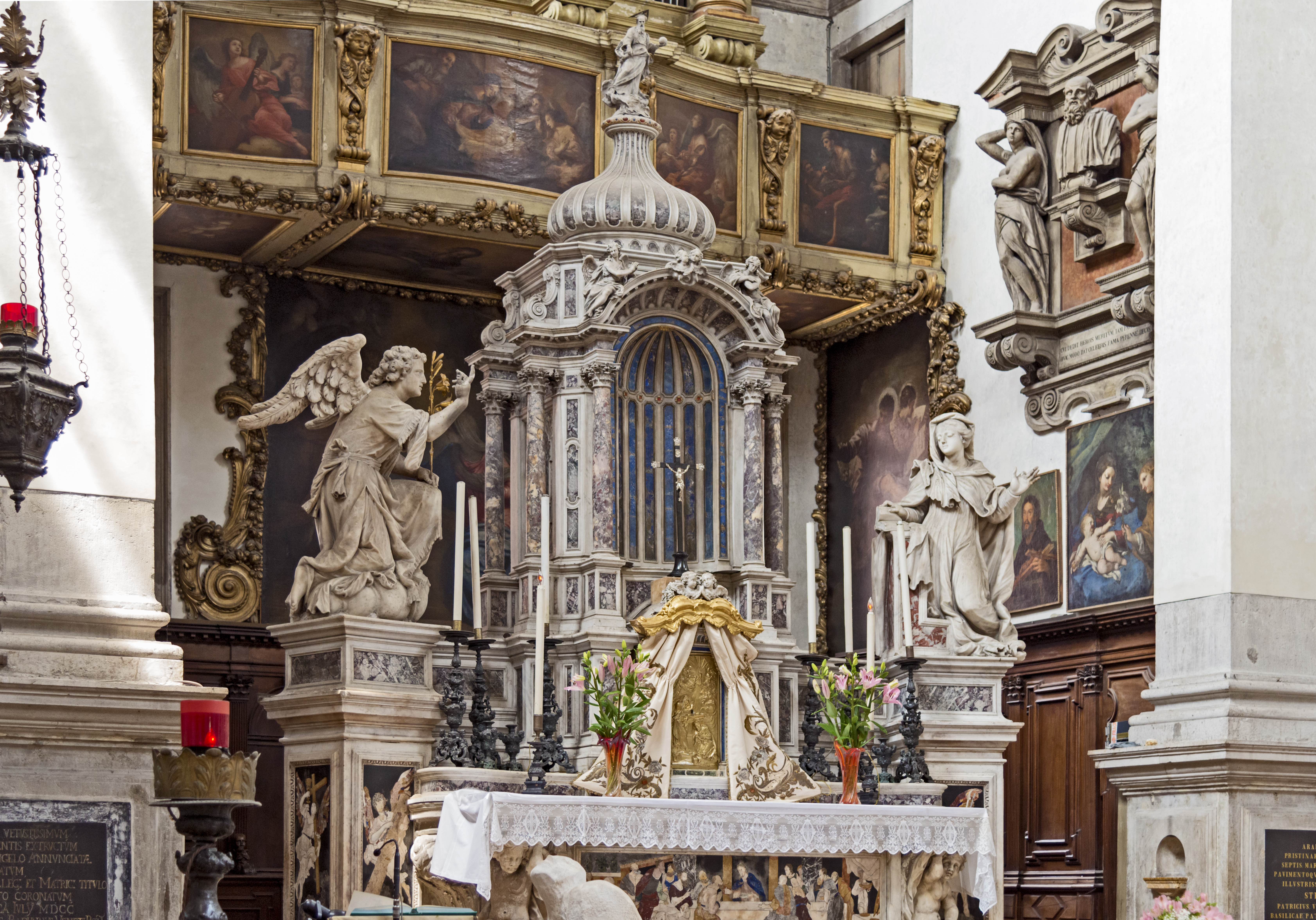
L'altar amb l'Anunciació per Enrico Merengo
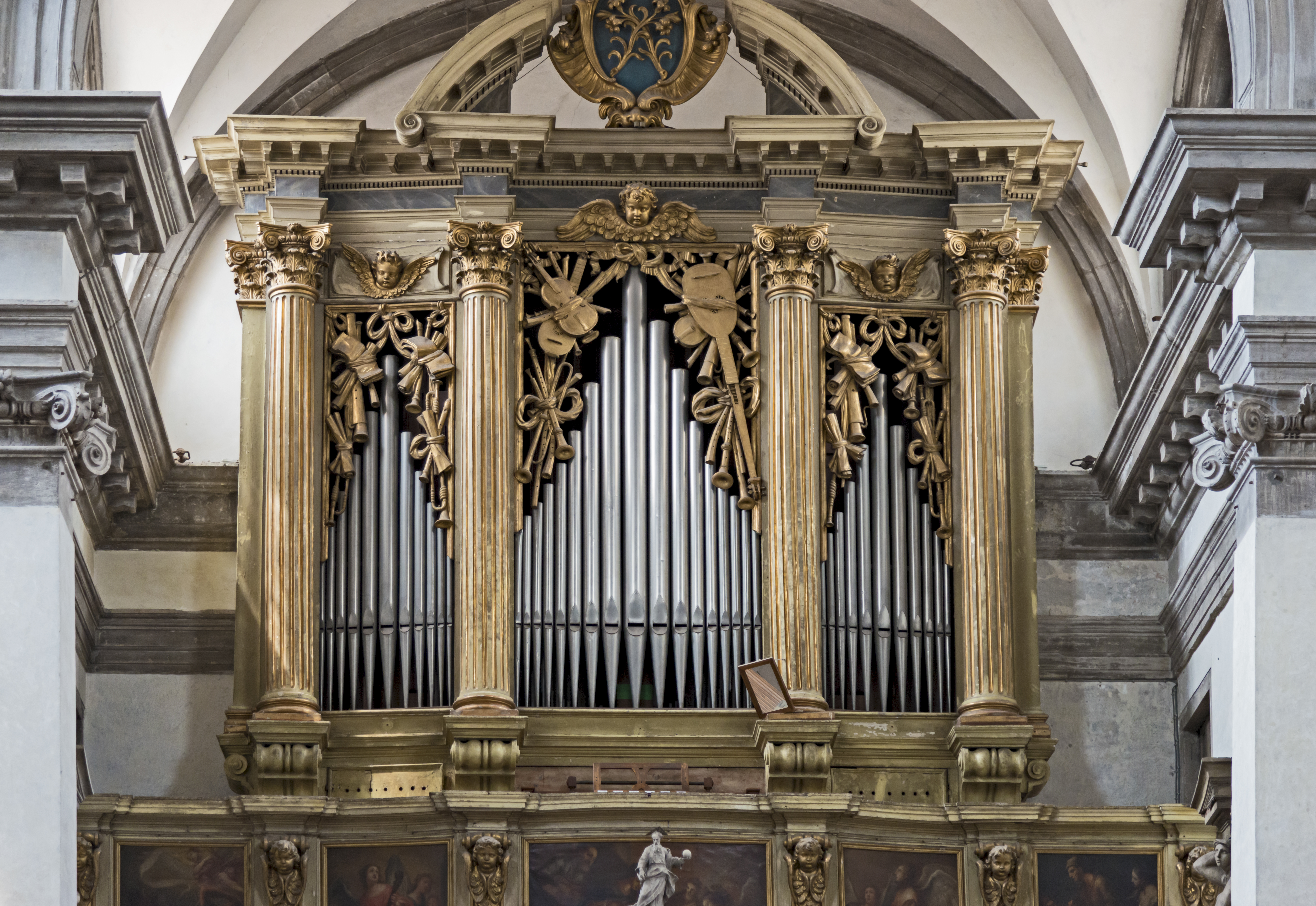
Orgue (Mascioni 1914)
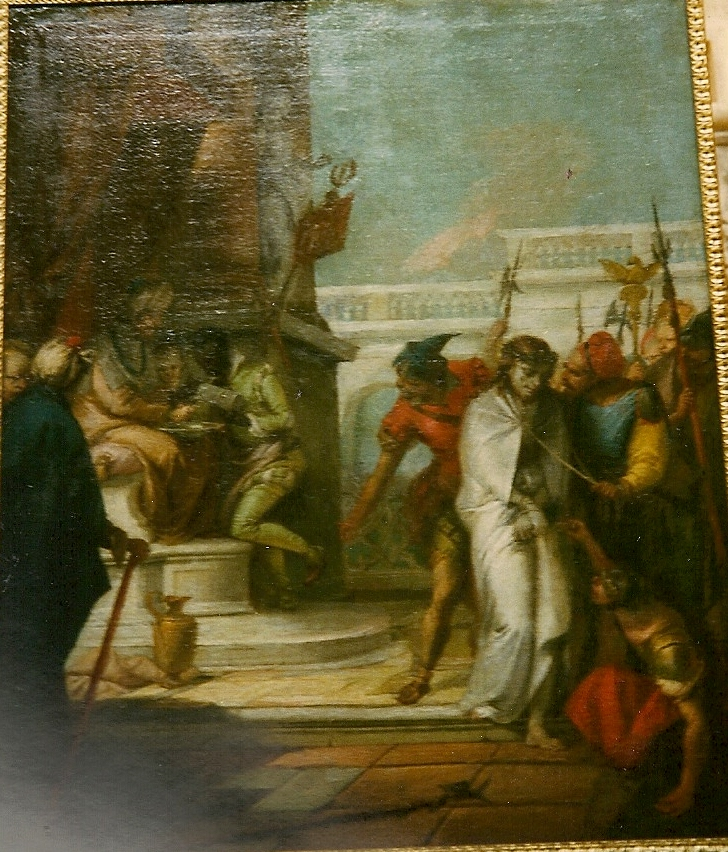
El Crist i Pilat, Francesco Zugno